# Arquidiocese de Villavicencio
A Arquidiocese de Villavicencio (Archidiœcesis Villavicentiensis) é uma circunscrição eclesiástica da Igreja Católica situada em Villavicencio, Colômbia. Seu atual arcebispo é Misael Vacca Ramirez. Sua Sé é a Catedral Nossa Senhora do Carmelo.
Possui 131 paróquias servidas por 166 padres, contando com 700505 habitantes, com 97,4% da população jurisdicionada batizada (682400 batizados).

## História
Em 23 de junho de 1903 com o decreto Cum perplures da Congregação dos Assuntos Eclesiásticos Extraordinários foi ereta a prefeitura apostólica das Intendencias Orientales, recebendo o território da arquidiocese de Bogotá. A nova prefeitura foi confiada aos missionários monfortinos, aao qual também foi administrada a prefeitura apostólica de Los Llanos de San Martín, erigida em 18 de janeiro do ano seguinte. A missão foi liderada pelo Padre Eugenio Morón, superior dos Monfortinos.
Em 16 de março de 1908 as duas prefeituras apostólicas foram unidas, e a nova circunscrição foi elevada ao nível de vicariato apostólico com o nome de vicariato apostólico de Los Llanos de San Martín (Vicariatus apostolicus Planorum Sancti Martini).
Em 9 de junho de 1949 por força da bula Evangelizationis operi do Papa Pio XII cedeu parte do seu território para o benefício da ereção da prefeitura apostólica de Mitú (hoje vicariato apostólico) e, ao mesmo tempo, assumiu o nome de vicariato apostólico de Villavicencio.
Em 7 de abril de 1956 cedeu outra parte do território em benefício da ereção da prefeitura apostólica de Vichada, depois suprimida.
Em 16 de janeiro de 1964 ele ainda cedeu uma parte do território para o benefício da ereção da prefeitura apostólica de Ariari. (atual diocese de Granada na Colômbia) e em 11 de fevereiro do mesmo ano, pela bula Universae regimen do Papa Paulo VI, foi elevada à categoria de diocese, tornando-se sufragânea da Arquidiocese de Bogotá.
Em 22 de dezembro de 1999 cedeu a cidade de Puerto Gaitán em vantagem da ereção do vicariato apostólico de Puerto Gaitán.
Em 3 de julho de 2004 foi elevado ao nível de arquidiocese metropolitana pela bula Ad totius dominici do Papa João Paulo II.

## Prelados
| #                        | Nome                                    | Período    | Notas                                                                     |
| Arcebispos               | Arcebispos                              | Arcebispos | Arcebispos                                                                |
| ------------------------ | --------------------------------------- | ---------- | ------------------------------------------------------------------------- |
| 3º                       | Misael Vacca Ramirez                    | 2022-      | Atual                                                                     |
| 2º                       | Oscar Urbina Ortega                     | 2007-2022  | Arcebispo emérito                                                         |
| 1º                       | José Octavio Ruiz Arenas                | 2004-2007  | Nomeado para Vice-presidente da Pontifícia Comissão para a América Latina |
| Bispos                   |                                         |            |                                                                           |
| 5º                       | José Octavio Ruiz Arenas                | 2002-2004  |                                                                           |
| 4º                       | Alfonso Cabezas Aristizábal, C.M.       | 1994-2001  |                                                                           |
| 3º                       | Gregório Garavito Jiménez, S.M.M. †     | 1969-1994  |                                                                           |
| 2º                       | Francisco José Bruls Canisius, S.M.M. † | 1939-1969  |                                                                           |
| 1º                       | Joseph-Marie-Désiré Guiot, S.M.M. †     | 1908-1939  |                                                                           |
| Bispo-coadjutor          |                                         |            |                                                                           |
|                          | Alfonso Cabezas Aristizábal, C.M.       | 1994-2001  |                                                                           |
|                          | Francisco José Bruls Canisius, S.M.M. † | 1939       |                                                                           |
| Bispos auxiliares        |                                         |            |                                                                           |
|                          | Gregório Garavito Jiménez, S.M.M. †     | 1961-1969  |                                                                           |
| Administrador apostólico |                                         |            |                                                                           |
|                          | Nelson Jair Cardona Ramírez             | 2022       | Bispo de San José del Guaviare                                            |